# Saint-Cyprien-de-Napierville
Saint-Cyprien-de-Napierville är en kommun i provinsen Québec i Kanada. Den ligger i regionen Montérégie, i den sydöstra delen av landet, 180 km öster om huvudstaden Ottawa.